# Кортез (Колорадо)
Кортез (енгл. Cortez) град је у америчкој савезној држави Колорадо.

## Демографија
По попису из 2010. године број становника је 8.482, што је 505 (6,3%) становника више него 2000. године.
| Група             | 2000.         | 2010.         |
| Белци             | 5.959 (74,7%) | 5.985 (70,6%) |
| Афроамериканци    | 21 (0,3%)     | 33 (0,4%)     |
| Азијати           | 28 (0,4%)     | 72 (0,8%)     |
| Хиспаноамериканци | 1.061 (13,3%) | 1.336 (15,8%) |
| Укупно            | 7.977         | 8.482         |